# Prêmio Debrecen de Medicina Molecular
O Prêmio Debrecen de Medicina Molecular (em inglês:  Debrecen Award for Molecular Medicine) foi estabelecido em 2003. Com este prêmio a Faculdade de Medicina da Universidade de Debrecen, Hungria, visa reconhecer conquistas extraordinárias no campo da biomedicina. Dos nominados é requerido haver realizações em biologia que resultaram em progressos notáveis no entendimento e tratamento eficiente de doenças. O prêmio consta de uma valor monetário de 10 mil Euros. A cada ano a decisão é obtida por votos secretos de todos os professores com direito ao voto da Faculdade de Medicina da Universidade de Debrecen.

## Recipientes
- 2003 Craig Venter
- 2004 Philip Cohen
- 2005 Thomas A. Waldmann
- 2006 Ralph Steinman
- 2007 Alain Fischer
- 2008 Bruce Spiegelman
- 2009 Axel Ullrich
- 2010 Yosef Yarden
- 2011 Salvador Moncada
- 2012 Shigekazu Nagata
- 2013 Donald M. Bers
- 2014 Stephen O'Rahilly
- 2015 Carl June[2]
- 2016 Michael Nip Hall
- 2017 Franz-Ulrich Hartl
- 2018 David Philip Lane
- 2019 Valina L. Dawson